# نرگس‌زارهای کازرون
نرگس‌زارهای کازرون بزرگ‌ترین مجموعه نرگس‌زارهای طبیعی غرب آسیا با ۲۷۰ هکتار مساحت است که عمدهٔ آن در بخش جره و بالاده و تعدادی نیز در سایر نقاط شهرستان کازرون در استان فارس ایران واقع شده و به‌عنوان بزرگ‌ترین تولیدکنندهٔ گل نرگس در کشور شناخته می‌شود. نرگس‌زارهای منطقهٔ جره به‌عنوان بزرگ‌ترین زیرمجموعهٔ نرگس‌زار کازرون با نام خانهٔ نرگس ایران شناخته می‌شود.
نرگس‌زارهای کازرون در سال ۱۴۰۰ در فهرست آثار ملی ایران به ثبت رسید.

## موقعیت جغرافیایی
مجموعه نرگس‌زارهای کازرون عمدتاً در منطقهٔ باستانی جره در حدود ۵۰ کیلومتری جنوب شرقی شهر کازرون واقع شده است. نرگس‌زارهای کوچک‌تری نیز در سایر مناطق بخش‌های مرکزی و جره و بالاده وجود دارد.

## برداشت و صادرات
دی‌ماه و بهمن‌ماه هر سال بیش از ۱۸۰ میلیون شاخه گل نرگس از مجموعه نرگس‌زارهای کازرون برداشت و به سایر نقاط، از جمله بسیاری از شهرهای ایران و همچنین کشورهای حاشیه خلیج فارس صادر می‌شود.

## ویژگی‌ها
از جمله ویژگی‌های نرگس کازرون که موجب شهرت آن در کشور شده، وجود شاخصه‌هایی چون ضخامت مناسب ساقه، رایحه و تعداد غنچه‌های آن است.

## گونه‌ها
نرگس کازرون شامل گونه‌های متعددی همچون شش‌پر، شهلا، پرپر، هزارپر و شیپوری است که از بین آن‌ها نرگس شهلا محبوب‌ترین است.

## جشنواره گل نرگس کازرون
جشنواره گل نرگس کازرون هر ساله بهمن‌ماه در محل نرگس‌زار جره برگزار می‌شود.

## نگارخانه

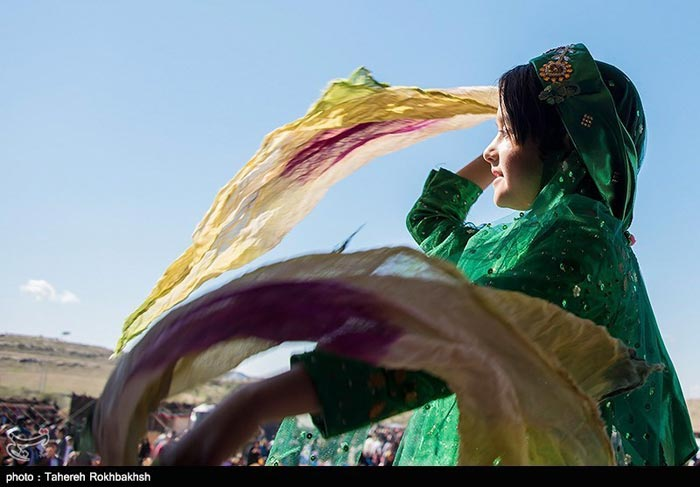
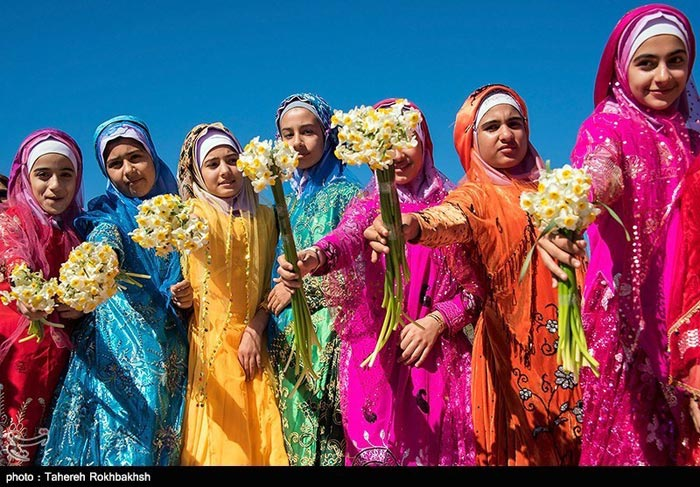
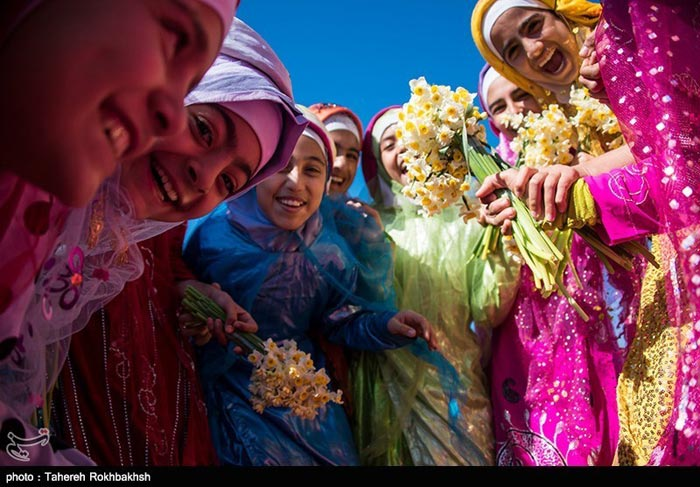
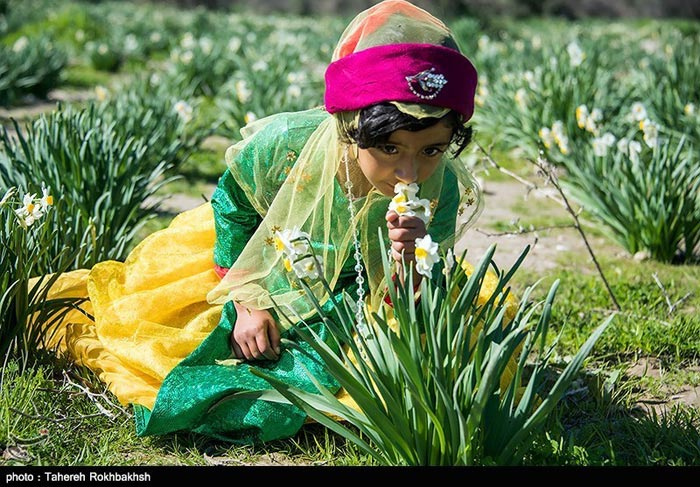
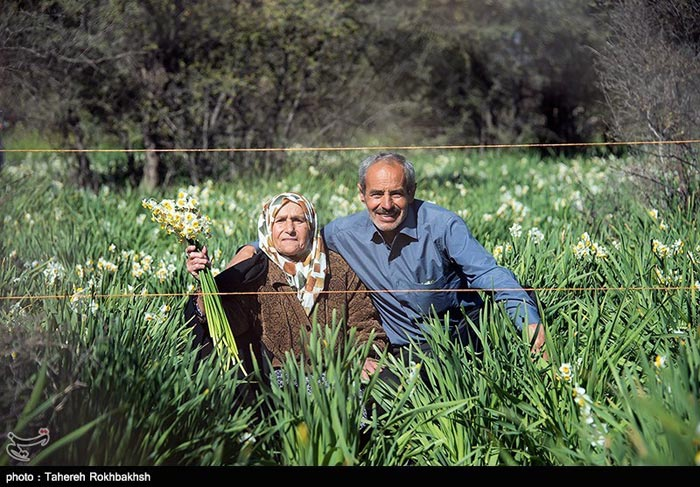
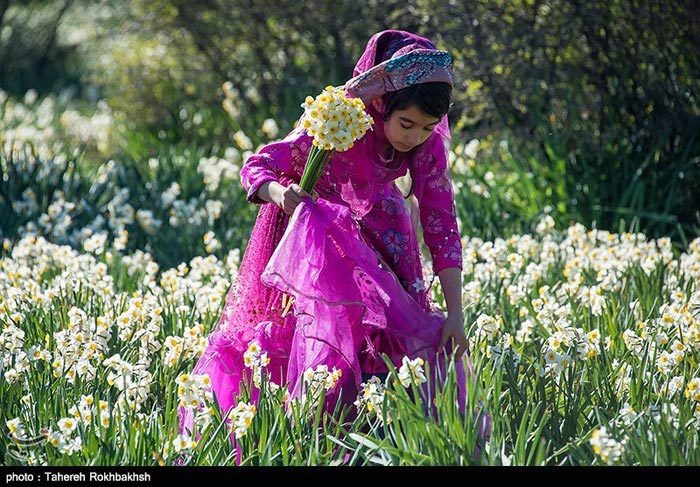
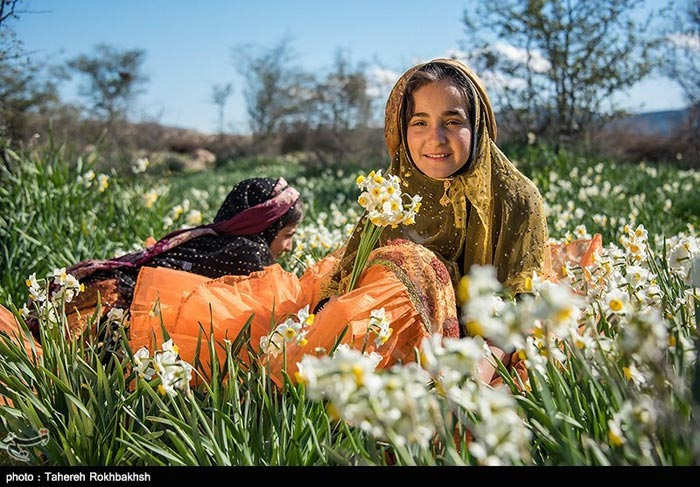
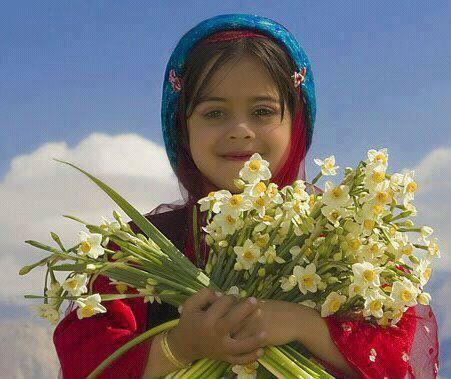
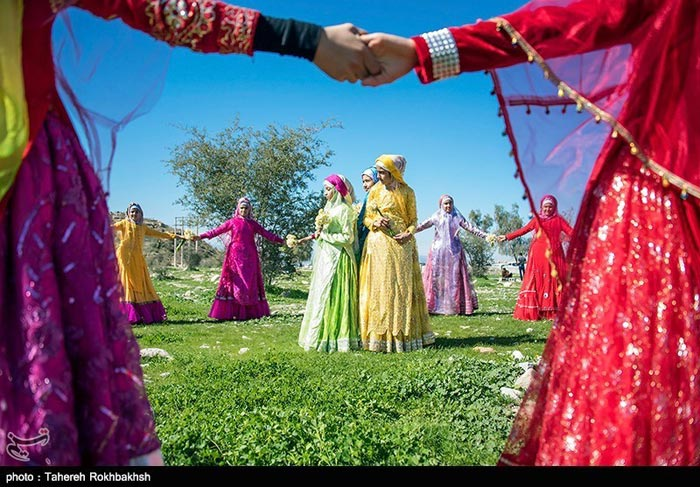
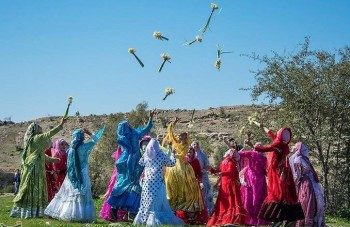
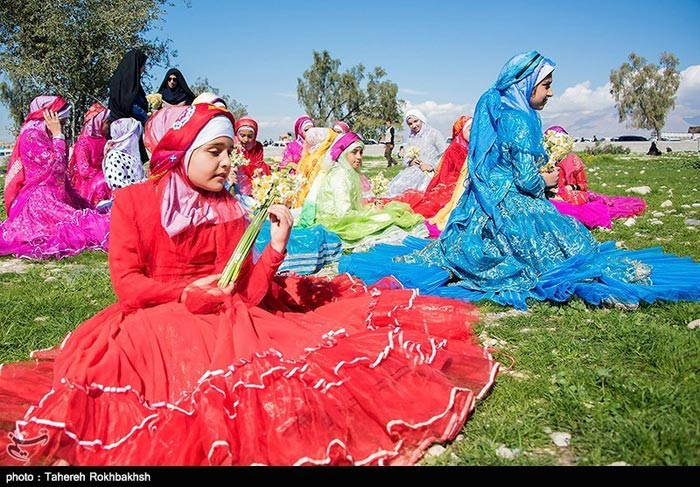
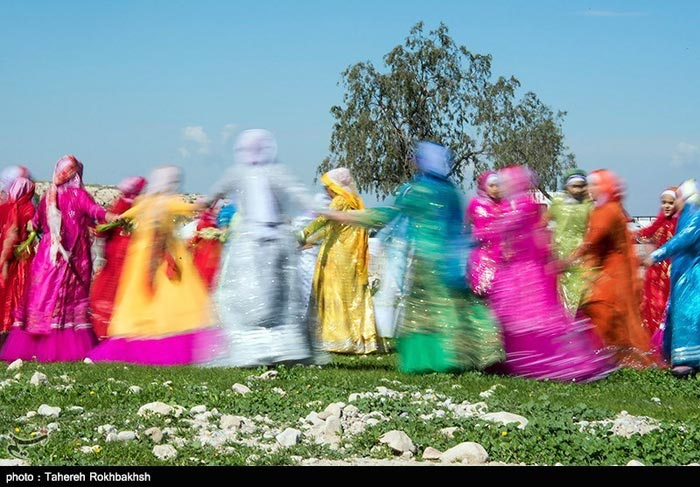